# Thierry Jonquet
Pour les articles homonymes, voir Jonquet et Martin Eden.
Cet article possède un paronyme, voir Thierry Junquet.
Thierry Jonquet est un écrivain français, né le 19 janvier 1954 dans le 14e arrondissement de Paris et mort à l'hôpital de la Salpêtrière à Paris le 9 août 2009. Auteur rattaché au genre littéraire du néo-polar, il a écrit des romans noirs où se mêlent les faits divers et la satire politique et sociale. Il a également publié sous les pseudonymes de Martin Eden et Ramón Mercader, et utilisé les noms de Phil Athur et Vince-C. Aymin-Pluzin lors d'ateliers d'écriture.

## Biographie
Thierry Jonquet a une enfance marquée par le cinéma. Il fait ses études secondaires au lycée Charlemagne à Paris, puis étudie la philosophie à l'université de Créteil et, plus tard, l'ergothérapie. Il travaille ainsi en gériatrie.
Devant le spectacle de la mort omniprésente, il commence à écrire pour raconter l'horreur et pour rendre hommage à un pensionnaire avec qui il s'était lié d'amitié. Lassé de l'environnement hospitalier, il brigue un poste d'instituteur. Il est d'abord affecté dans un centre de neuropsychiatrie infantile, à Montesson. Puis, à l'obtention de son CAP, est nommé à la Cité des 3000 d'Aulnay-sous-Bois dans une section d’éducation spécialisée.
Tous ces métiers, qui l'ont mis en contact avec les « éclopés de la vie », « lui (ont) permis de découvrir le monde des vieillards oubliés, des handicapés, des délinquants, tableau complet de la défaillance de nos sociétés ». Lorsque Thierry Jonquet découvre assez tardivement les romans de la Série noire, il peut faire le lien entre la violence du réel et la violence littéraire. Il publie son premier roman, Mémoire en cage, en 1982.
Si les romans sont de pures fictions où il réinvente la réalité, il puise dans les faits divers, en revendiquant une totale liberté. Son roman Moloch lui vaut ainsi un procès. Bien que ses romans mettent en scène une société malade qui engendre la violence, la haine, le désir de vengeance, Thierry Jonquet refuse de porter l'étiquette d'auteur engagé. Même s'il ne cache pas qu'il est un homme de gauche, ses convictions ne s'expriment que très discrètement dans son œuvre. Thierry Jonquet mène de front deux activités distinctes — celle de scénariste et celle de romancier. Les personnages de son roman Les Orpailleurs ont donné naissance à une série télévisée, Boulevard du Palais. Il est aujourd'hui reconnu comme l'un des grands auteurs de romans noirs et ses livres sont autant de réussites de construction, d'angoisse et d'intelligence narrative[source insuffisante].
Son roman Ils sont votre épouvante et vous êtes leur crainte est adapté par Emmanuel Carrère pour la télévision sous le titre Fracture en 2010, pour un téléfilm réalisé par Alain Tasma.
Mygale est adapté en 2011 au cinéma par le réalisateur espagnol Pedro Almodóvar, sous le titre La piel que habito.

Il raconte son engagement militant à Lutte ouvrière, puis à la Ligue communiste révolutionnaire et Ras l'Front dans Rouge c'est la vie, où il disait de lui : 

« J'écris des romans noirs. Des intrigues où la haine, le désespoir se taillent la part du lion et n'en finissent plus de broyer de pauvres personnages auxquels je n'accorde aucune chance de salut. Chacun s'amuse comme il peut. »

Il meurt d’un arrêt cardiaque le 9 août 2009. Lors de ses obsèques, un certain nombre d'anciens militants de la LC/LCR sont présents dont Romain Goupil.
Dans ses derniers écrits, Jours tranquilles à Belleville puis dans Ils sont votre épouvante et vous êtes leur crainte, Thierry Jonquet met en perspective ses engagements de jeunesse et la persistance de populations à l'avenir bouché. Dans sa jeunesse, son travail participait à essayer de dé-boucher cet avenir, désormais il peut seulement dénoncer, dans ses livres ou au commissariat.

## Pseudonymes
Thierry Jonquet utilise quatre pseudonymes pendant sa carrière :
- Il publie trois romans sous le pseudonyme de Ramón Mercader, le nom de l'assassin Léon Trotski : Du passé faisons table rase (Albin Michel, 1982) ; Cours moins vite, camarade, le vieux monde est devant toi (Fleuve Noir, 1984) et U.R.S.S. go home ! (Fleuve Noir, 1985).
- Sous le pseudonyme collectif de « Martin Eden », il novélise pour Presses Pocket en 1989, deux épisodes de la série télévisée David Lansky scénarisée par Frédéric H. Fajardie, qui met en scène un commissaire joué par Johnny Hallyday. Jonquet connaissait à l'époque quelques difficultés financières et avait été démarché par le directeur de la collection. « Une expérience d'écriture automatique, assez inattendue » selon lui[9].
- Il utilise également deux autres pseudonymes, pour deux ateliers d'écriture : Phil Athur et Vince-C. Aymin-Pluzin[10].

## Œuvres

### Romans
- Mémoire en cage (Albin Michel, coll. « Sanguine » no 6, 1982 ; édition revue et corrigée, Gallimard, coll. « Série noire » no 2397, 1995 ; réédition, Gallimard, coll. « Folio policier », no 119, 1999)
- Le Bal des débris (Fleuve noir, coll. « Spécial Police » no 1848, 1984 ; réédition, Points, coll. « Roman noir » no P2293, 2010)
- Mygale (Gallimard, coll. « Série noire » no 1949, 1984 ; édition revue et corrigée, Gallimard, coll. « Folio » no 2684, 1995 ; réédition, Gallimard, coll. « Folio policier », no 52, 1999)
- La Bête et la Belle (Gallimard, coll. « Série noire » no 2000, 1985 ; réédition, Gallimard, coll. « Folio policier », no 106, 1999)
- Le Manoir des immortelles (Gallimard, coll. « Série noire » no 2066, 1986 ; réédition, Gallimard, coll. « Folio policier », no 287, 2003)
- Le Secret du rabbin (Clims, 1986 ; réédition, Gallimard, coll. « Folio policier », no 199, 2001)
- Comedia (Payot, coll. « Roman », 1988 ; réédition, Gallimard, coll. « Folio policier », no 390, 2005)
- Le pauvre nouveau est arrivé ! (Manya, 1990)
- Les Orpailleurs (Gallimard, coll. « Série noire » no 2313, 1993 ; réédition, Gallimard, coll. « Folio policier » no 2, 1998 - Prix des lecteurs des CE de Saint-Nazaire, Prix Mystère de la Critique, Trophée 813 du meilleur roman, Prix Polar Michel Lebrun)
- La Vie de ma mère ! (Gallimard, coll. « Série noire » no 2364, 1994)
- Moloch (Gallimard, coll. « Série noire » no 2489, mars 1998 ; réédition, Gallimard, coll. « Folio policier », no 212, 2001) - Trophée 813 du meilleur roman 1998, prix Mystère de la Critique 1999)
- Rouge c’est la vie (Seuil, coll. « Fiction & Cie », mai 1998)
- Ad vitam æternam (Seuil, coll. « Fiction & Cie », 2002)
- Mon vieux (Seuil, 2004)
- Ils sont votre épouvante et vous êtes leur crainte (Seuil, 2006 ; réédition, Points, coll. « Roman noir » no P1814, 2007), réédition, Points, coll. « Policier », 2017) titre emprunté au poème de Victor Hugo À ceux qu’on foule aux pieds
- Vampires (Seuil, 2011 ; réédition, Points, coll. « Roman noir » no P2746, 2012), roman inachevé, publié à titre posthume

### Récits
- Quelques dimanches en bord de Marne : de Charenton-le-Pont à Meaux (Amattéis, 1990, avec des photographies de Patrick Bard)
- L'Enfant de l'absente, avec Jacques Tardi et Jacques Testart (Le Seuil, coll. « La Dérivée », 1994)
- La Banlieue des quatre dimanches (Le Parcours, 1996, avec des photographies de Patrick Bard)
- Jours tranquilles à Belleville (Méréal, coll. « Black process », 1999 ; réédition, Points, coll. « Points », no P1106, 2003, préface de Gilles Perrault, postface de l’auteur)

### Recueils de nouvelles
- La Vigie et autres nouvelles (L’Atalante, coll. « Insomniaques & ferroviaires », 1998)
- La Folle aventure des Bleus… suivi de DRH (Gallimard, coll. « Folio 2 € » no 3966, 2004)
- 400 coups de ciseaux et autres histoires (Seuil, coll. « Seuil Policiers », 2013 ; réédition, Points, coll. « Roman noir » no P3222, 2014)

### Ouvrages de littérature d'enfance et de jeunesse

#### Romans
- On a volé le Nkoro-Nkoro (Syros jeunesse, coll. « Souris noire » no 8, 1986)
- L’Ogre du métro (Nathan, coll. « Arc-en-poche » no 873, 1988 ; réédition sous le titre Lapoigne et l’ogre du métro, Nathan, coll. « Pleine lune policier » no 4, 1994)
- Paolo Solo (Nathan, coll. « Arc-en-poche » no 611, 1989)
- Pourquoi demander la lune ? (Nathan, coll. « Marque-page », 1990)
- Un enfant dans la guerre (Gallimard Jeunesse, coll. « Page blanche », 1990)
- Belle-Zazou (Mango poche, coll. « Série verte » no 8, 1993 ; réédition sous le titre Les Fantômes de Belleville, Mango jeunesse, 2002)
- Lapoigne et la fiole mystérieuse, Paris, Nathan, coll. « Arc-en-poche » no 650, 1993 ; ill. par Erwann Surcouf, Paris, Gallimard jeunesse, coll. « Folio junior » no 1403, 2006  (ISBN 2-07-057180-7)
- La Bombe humaine (Syros jeunesse, coll. « Souris noire » no 4, 1994 ; réédition sous le titre L'Homme en noir (Mango jeunesse, coll. « Biblio Mango » no 307, 2003) Sur la prise d'otages de la maternelle de Neuilly en mai 1993.
- Lapoigne à la chasse aux fantômes (Nathan, coll. « Pleine lune policier » no 31, 1995)
- Lapoigne à la Foire du Trône (Nathan, coll. « Pleine lune policier » no 72, 1997)

#### Ateliers d'écriture
- Plus de toutous du tout (Ville de Rennes, 1991, sous le pseudonyme de Phil Athur)
- C’est trop ! (Ville de Rennes, 1991, sous le pseudonyme de Vince C. Aymin Pluzin)
- Sur la piste de Bostanzim (Findakly, 1999)

#### Nouvelles
- Le Témoin (in Pages noires, Gallimard, coll. « Page noire », 1995)
- Nadine (in À mots ouverts, manuel scolaire de français de classe de 5e, sous la dir. de Alain Pagès, Nathan, 2001)

### Romans sous pseudonymes

#### Sous le pseudonyme deRamón Mercader
- Du passé faisons table rase (Albin Michel, coll. « Sanguine » no 14, 1982) > réédité sous le nom de Thierry Jonquet chez Gallimard, coll. « Folio policier », no 404, 2006)
- Cours moins vite, camarade, le vieux monde est devant toi ! (Fleuve noir GF, 1984)
- URSS Go Home ! (Fleuve noir GF, 1985)

#### Sous le pseudonyme deMartin Eden
Seuls les deux titres de la série David Lansky mentionnés ci-dessous ont été écrits par Thierry Jonquet.
- L’Enfant américain (Presses Pocket no 3332, série David Lansky no 3, 1989, novélisation)
- Le Gang des limousines (Presses Pocket no 3333, série David Lansky no 5, 1989, novélisation)

### Bandes dessinées, avec Jean-Christophe Chauzy
- La Vigie (scénario), avec Jean-Christophe Chauzy (dessin), Casterman, 2001  (ISBN 2-203-38976-1)[11]
- La Vie de ma mère (scénario), Casterman, coll. « Un monde »[12] :

1. Face A, 2003  (ISBN 2-203-39003-4)
2. Face B, 2003  (ISBN 2-203-39110-3)

- D.R.H. (scénario), Casterman, 2004  (ISBN 2-203-39128-6) (Adapt. par T. Jonquet de sa pièce radiophonique La Leçon de management)
- Du papier faisons table rase (scénario), Casterman, coll. « Un monde »2006  (ISBN 2-203-39138-3)

## Filmographie

### Scénariste
- 1990 : Hallali, épisode de la série télévisée Les Cinq Dernières Minutes, réalisé par Patrick Bureau, avec Jacques Debary, Marc Eyraud et Gérard Blain
- 1992 : Peintures de guerre, téléfilm réalisé par Stéphane Kurc, avec Jean-François Stévenin, Constanze Engelbrecht, Roland Amstutz
- 1995 : Dérive mortelle, épisode de la série télévisée Le juge est une femme, réalisé par Claude Grinberg, avec Florence Pernel, Jean-Pierre Cassel et Macha Méril
- 2001 : Le Prix d'un homme, épisode de la série télévisée Les Enquêtes d'Éloïse Rome, avec Christine Citti, Jean-Baptiste Martin, Marc Berman et Valérie Kaprisky.
- 2008 : Résolution 819, téléfilm de Giacomo Battiato, avec Benoît Magimel, Hippolyte Girardot, Karolina Gruszka.

### Auteur adapté
- 1998 : On a volé le Nkoro-Nkoro, épisode de la série Souris noire, réalisé par Michel Favart, d'après le roman éponyme.
- 1999 - 2017 : Boulevard du Palais, série télévisée dont les personnages sont inspirés de son roman Les Orpailleurs En 2010, dans la saison 12 épisode 3 (Trop jeune pour toi), un hommage est rendu à l'auteur et un de ses livres, Ils sont votre épouvante et vous êtes leur crainte, fait une brève apparition sur le bureau du commandant Philippe Rovère.
- 2005 : Les Feux de l'enfer, épisode de la série télévisée Les Enquêtes d'Éloïse Rome réalisé par Christophe Douchand, d'après une nouvelle inédite de Thierry Jonquet, avec Christine Citti, Jean-Baptiste Martin, Marc Berman et Smaïl Mekki.
- 2010 : Fracture, téléfilm de Alain Tasma, d'après Ils sont votre épouvante et vous êtes leur crainte.
- 2011 : La piel que habito, film de Pedro Almodóvar, d'après Mygale, avec Antonio Banderas, Elena Anaya, Jan Cornet
- 2020 : Vampires, une série télévisée d'horreur française en six épisodes d'environ 40 minutes créée par Benjamin Dupas et Isaure Pisani-Ferry, d'après le roman inachevé de Thierry Jonquet, et mise en ligne le 20 mars 2020 sur la plateforme de vidéo à la demande Netflix.

## Prix et distinctions
- 1985 : Trophée 813 du meilleur roman pour La Bête et la Belle[13].
- 1993 :
  - Trophée 813 du meilleur roman 1993, pour Les Orpailleurs[13].
  - Prix des lecteurs des C.E. de Saint-Nazaire, pour Les Orpailleurs.
  - Prix Mystère de la critique, pour Les Orpailleurs[14].
  - Prix du roman policier francophone de la ville du Mans pour Les Orpailleurs[15].
- 1994 : Prix du Zinc - Fête du livre de Montmorillon, pour Les Orpailleurs.
- 1998 : Trophée 813 du meilleur roman francophone pour Moloch[13].
- 1999 : Prix Mystère de la critique pour Moloch[14].
- 2003 : Prix des Lecteurs Marque-pages - Bibliothèque Anne-Frank de Saint-Nazaire, pour Ad vitam aeternam.
- 2004 : Prix Simenon au festival Simenon de la Ville des Sables-d'Olonne, pour Mon vieux.
- 2007 : Médaille d’honneur de la Ligue internationale contre le racisme et l'antisémitisme (LICRA) pour Ils sont votre épouvante et vous êtes leur crainte